# Cataprosopus chalybopicta
Cataprosopus chalybopicta är en fjärilsart som beskrevs av W. Warren 1896. Cataprosopus chalybopicta ingår i släktet Cataprosopus och familjen mott. Inga underarter finns listade i Catalogue of Life.